# Nguyễn Vũ Phong
Nguyễn Vũ Phong (né le 6 février 1985) est un footballeur international vietnamien qui joue actuellement au poste d'ailier droit pour le club de Vĩnh Long, qu'il entraîne également.
Il est connu pour sa grande rapidité, sa technique et la qualité de ses tacles.

## Carrière
Vu Phong a fait ses débuts dans l'équipe des moins de 23 ans du Viêt Nam en 2005. En 2007, il monte rapidement en puissance et devient un joueur clé de l'équipe U-23 et nationale grâce à ses performances lors des qualifications pour les jeux olympiques 2008 et de la Coupe d'Asie 2007.
En 2008, lors de l'AFF Suzuki Cup 2008 (Coupe d'Asie du Sud-Est), Vu Phong inscrit un doublé face à la Malaisie (score final 3-2 pour le Viêt Nam) et inscrit un but en finale lors du match aller contre la Thaïlande, pourtant favorite (score final cumulé de 3-2 pour le Viêt Nam sur l'ensemble des deux matchs).

## Buts internationaux
| #  | Date             | Lieu de rencontre  | Adversaire | Score | Résultat | Compétition                           |
| -- | ---------------- | ------------------ | ---------- | ----- | -------- | ------------------------------------- |
| 1. | 8 décembre 2008  | Phuket, Thaïlande  | Malaisie   | 3-2   | Victoire | AFF Suzuki Cup 2008                   |
| 2. | 8 décembre 2008  | Phuket, Thaïlande  | Malaisie   | 3-2   | Victoire | AFF Suzuki Cup 2008                   |
| 3. | 24 décembre 2008 | Bangkok, Thaïlande | Thaïlande  | 2-1   | Victoire | AFF Suzuki Cup 2008                   |
| 4. | 14 janvier 2009  | Hanoï, Viêt Nam    | Liban      | 3-1   | Victoire | Éliminatoires de la Coupe d'Asie 2011 |
| 5. | 21 janvier 2009  | Hangzhou, Chine    | Chine      | 6-1   | Défaite  | Éliminatoires de la Coupe d'Asie 2011 |
| 6. | 3 décembre 2010  | Hanoï, Viêt Nam    | Birmanie   | 7-1   | Victoire | AFF Suzuki Cup 2010                   |
| 7. | 8 décembre 2010  | Hanoï, Viêt Nam    | Singapour  | 1-0   | Victoire | AFF Suzuki Cup 2010                   |

## Palmarès
- Championnat de l'ASEAN de football
  - Champion : 2008
  - 3e place : 2007

- Footballeur vietnamien de l'année :
  - Ballon de Bronze : 2008

Binh Duong FC
- V-League
  - Champion : 2007, 2008
  - Vice-Champion : 2006

## Vidéo
- (fr) Vidéo de Nguyen Vu Phong